# Bạch Hà, An Khang
Bạch Hà (chữ Hán phồn thể: 白河縣, chữ Hán giản thể: 白河县, âm Hán Việt: Bạch Hà huyện) là một huyện thuộc địa cấp thị An Khang, tỉnh Thiểm Tây, Cộng hòa Nhân dân Trung Hoa. Huyện này nằm ở phía đông núi Đại Ba, có diện tích 1450, ki-lô-mét vuông, chiều dài nam-bắc 41,5 km, đông-tây 53,3 km. Lượng mưa hàng năm là 1787,4 mm, mỗi năm có 234-261 ngày nắng. Dân số năm 1999 là 205.932 người, năm 2002 là 207.000 người, trong đó có 187.000 nông dân, dân số chủ yếu là người Hán. Mã số bưu chính Bạch Hà là 725800.